# جون هايزمان
جون ويليام هيزمان (23 أكتوبر 1869-3 أكتوبر 1936) لاعب ومدرب لكرة القدم الأمريكية والبيسبول وكرة السلة، بالإضافة إلى أنه كاتب رياضي وممثل، شغل منصب المدير الفني لكرة القدم في كلية أوبرلين ، وكلية بوشتيل (المعروفة الآن باسم جامعة أكرون) ، وجامعة أوبرن ، وجامعة كليمسون ، ومعهد جورجيا التقني ، وجامعة بنسلفانيا ، وكلية واشنطن وجيفرسون ، وجامعة رايس ، وقام بتجميع كلية مهنية. سجل كرة القدم 186–70–18.

## نشأته
ولد جون ويليام هيزمان في كليفلاند بولاية أوهايو في 23 أكتوبر 1869 ونشأ في حقول النفط في شمال غرب بنسلفانيا في بلدة تيتوسفيل. كانت أول مباريات كرة القدم لجون هايزمان خليطًا من كرة القدم والرجبي. في عام 1887 ، في سن 17 ، غادر تيتوسفيل إلى جامعة براون حيث لعب شكلاً من أشكال كرة القدم مع زملائه في الفصل. بعد عامين ، في خريف عام 1889 ، انتقل إلى جامعة بنسلفانيا للحصول على شهادة في القانون. على الرغم من صغر حجمه في 5'8 "و 158 رطلاً ، لعب كرة القدم الجامعية لمدة ثلاث سنوات كحارس ، ومركز ، ومدافع.